# وستون کوربت
وستون کوربت (به انگلیسی: Weston Corbett) یک روستا و محله مدنی در بریتانیا است که در Basingstoke and Deane واقع شده‌است.